# فرشیدورد (پسر گشتاسپ)
فرشیدورد (فرش‌آورد) پسر گشتاسپ کیانی و برادر اسفندیار شاهزاده و پهلوان ایرانی است. از میان برادران و خواهران اسفندیار او تنها کسی بود که در هنگام بدگمانی گشتاسپ به اسفندیار و زندانی شدن او به دست پدرش از برادر خود هواداری کرد و به گُرَزم عامل بدگمان شدن گشتاسپ نفرین فرستاد. او در دومین جنگ گشتاسپ با ارجاسپ شاه توران به همراه گروهی دیگر از پهلوانان ایرانی کشته می‌شود. کشته شدن او از عوامل مهم ورود اسفندیار به جنگ با ارجاسپ پس از آزادی از بند است.

## فرشیدورد در شاهنامه
ارجاسپ شاه خلّخ وقتی بلخ را محاصره و تسخیر نمود گشتاسپ در سیستان بسر می‌برد که خبر هجوم ترکان‌چین را همسرش به او داد، قتل لهراسپ و اسارت دخترانش نیز جزو خبر بود. گشتاسپ بر آشفت به همه ولایات و امارات نامه نوشت تا نیرو گرد آورده و در جنگ ارجاسپ شرکت کنند. قوای رزمنده ایران به بلخ شدند ولی دوباره از سپاه ترکان شکست خوردند:
| دو لشکر چو تنگ اندر آمد به گرد |  | زمین شد سیاه و هوا لاژورد    |
| چو هر دو سپه بر کشیدند صف      |  | همه نیزه و تیغ و ژوبین به کف |
| ابر میمنه شاه فرشیدورد         |  | که با شیر درّنده جستی نبرد    |
| ابر میسره گرد بستور بود        |  | که شاه و گه رزم چون کوه بود  |
| جهاندار گشتاسپ در قلبگاه       |  | همی کرد هر سو به لشکر نگاه   |

## فرشیدورد در اوستا
فرشیدورد در اوستا جزو جاویدانان محسوب شده و فَرَوَشی او در کنار فَرَوَشی دیگر پاکان و جاویدانان ستوده شده است.